# Fascellina vinosa
Fascellina vinosa là một loài bướm đêm trong họ Geometridae.